# Hambergiet
Het mineraal hambergiet is een beryllium-boraat met de chemische formule Be2(BO3)(OH).

## Eigenschappen
Het kleurloze, witte, witgele of grijswitte hambergiet heeft een witte streepkleur, een doffe tot glasglans, een perfecte splijting volgens het kristalvlak [010] en een goede splijting volgens [100]. De gemiddelde dichtheid is 2,372 en de hardheid is 7,5. Het kristalstelsel is orthorombisch en het mineraal is niet radioactief.

## Voorkomen
Hambergiet wordt voornamelijk gevormd in syenitische pegmatieten. De typelocatie van het mineraal is Salbutangen, Helgeroa, Langesundsfjorden, Larvik, Vestfold, Noorwegen. Hambergiet wordt verder gevonden in Imalo, nabij Mania op Madagaskar.